# Gwladys Épangue
Gwladys Épangue (ur. 15 sierpnia 1983 w Clichy) – francuska zawodniczka taekwondo, brązowa medalistka olimpijska, dwukrotna mistrzyni świata, trzykrotna mistrzyni Europy.
Brązowa medalistka igrzysk olimpijskich w Pekinie w 2008 roku w kategorii do 67 kg i zdobywczynią jedenastego miejsca w 2004 roku w Atenach.
Jest dwukrotną złotą medalistką mistrzostw świata (2009, 2011) i dwukrotną wicemistrzynią (2005, 2007). Trzykrotna mistrzyni Starego Kontynentu (2002, 2004, 2005), trzykrotna wicemistrzyni (2000, 2006, 2008) i brązowa medalistka z 2010 roku. Złota medalistka światowych igrzysk wojskowych w Rio de Janeiro 2011, gdzie w finale pokonała Natalię Rybarczyk. Jedenastokrotna mistrzyni Francji (2001-2011).